# 李新华
李新华（1963年4月—），湖北仙桃人。1984年7月参加工作，1981年10月加入中国共产党。华中工学院电力工程系电力系统及其自动化专业毕业，大学学历，工商管理硕士。中华人民共和国政治人物。

## 生平
历任湖北省团校（省青年政治学校）党委副书记、校长，共青团湖北省委副书记、书记，湖北省人民政府副秘书长，中共襄樊市（后更名襄阳市）委副书记、代市长、市长、书记等职。2011年8月，任中共荆州市委书记。2017年4月，不再担任中共荆州市委书记。
2018年12月，出任长江证券董事长。